# シャルル・ルベイル
シャルル・ルベイル（Charles Lebayle、1856年5月28日 - 1898年1月22日）は、フランスの画家で、ステンドグラス作家である。歴史画や教会のステンドグラスを制作した。

## 略歴
パリで工芸装飾の会社の経営者の息子に生まれた。パリの国立高等装飾美術学校に入学し、画家のアレクサンドル・カバネルや彫刻家のエメ・ミレーに学んだ。父親が亡くなった後、父親の会社を継承したが、事業の継続に失敗した。
1877年にパリのサロンに、ステンドグラス作家のアンリ・キャロ（Henri Carot: 1850-1919）に勧められステンドグラスの作品を出展した。1879年にパリ国立高等美術学校のコンクールに出展し優勝し、その後、歴史画家のアドルフ・イヴォンに油絵を学んだ。
1885年に建築家のLucien Magneや画家のFrançois-Émile Ehrmannとともにフランス中部のオータンの聖堂の装飾のステンドグラスを制作した。Louis-Charles-Marie Champigneulleとともにブルターニュのヴァンヌの市役所のステンドグラスも制作した。
1886年に歴史画を描いてローマ賞を受賞し、ローマに留学し、在ローマ・フランス・アカデミーに2年間滞在した。
フランスに帰国した後、有名なステンドグラス作家のルシアン・ベギュル (Lucien Bégule 1848-1935) の工房に入り、リヨンの病院のステンドグラスの仕事などもしたがこの作品は1933年に失われた。
ステンドグラスのビジネス立ち上げなどの失敗などから1898年に拳銃自殺をした。

## 作品

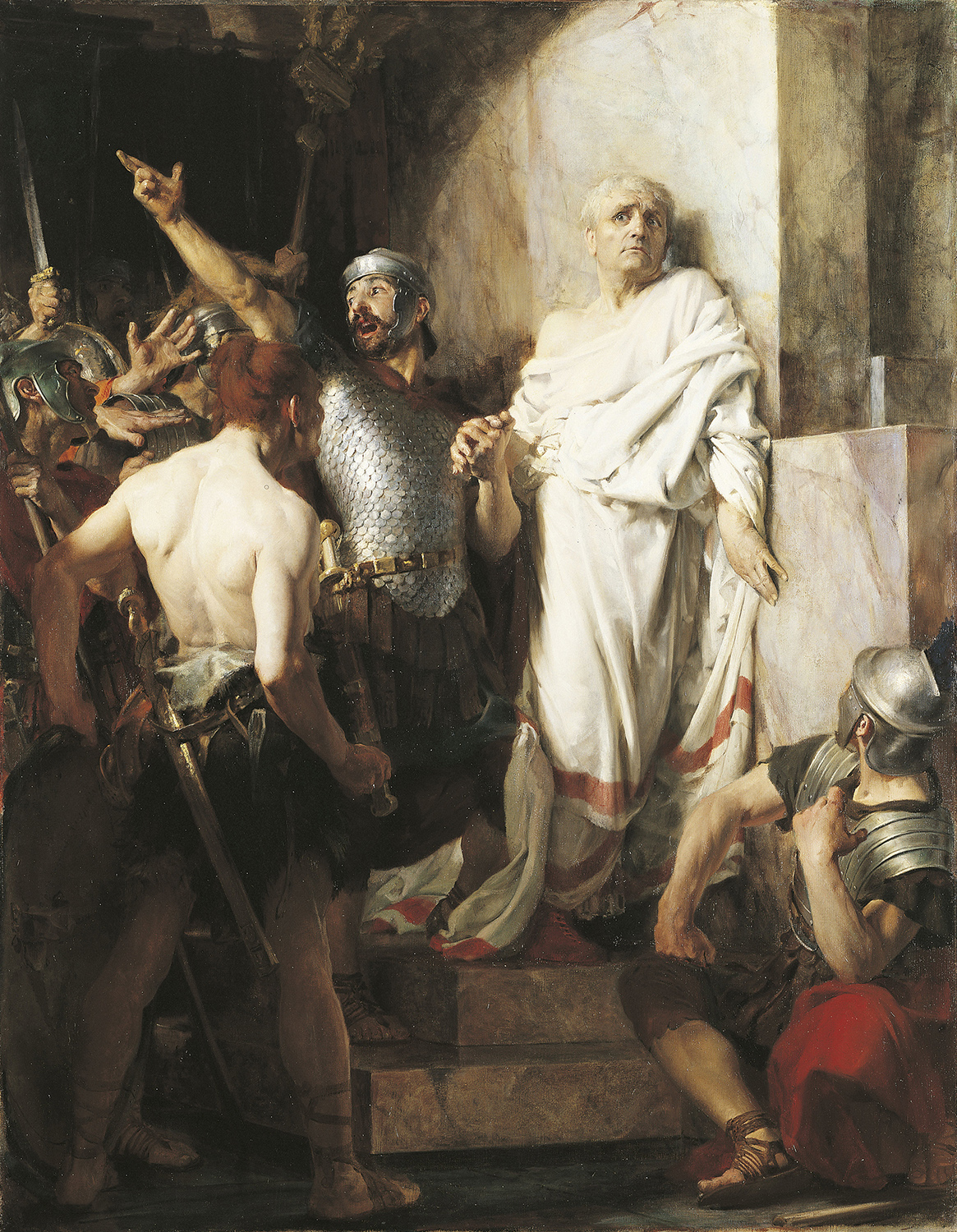
クラウディウスの皇帝即位 (1886) パリ国立高等美術学校
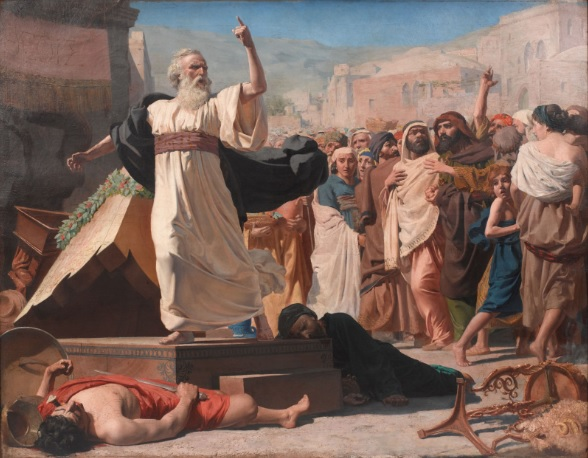
異教の捧げ物を拒否するマタティア(1882)
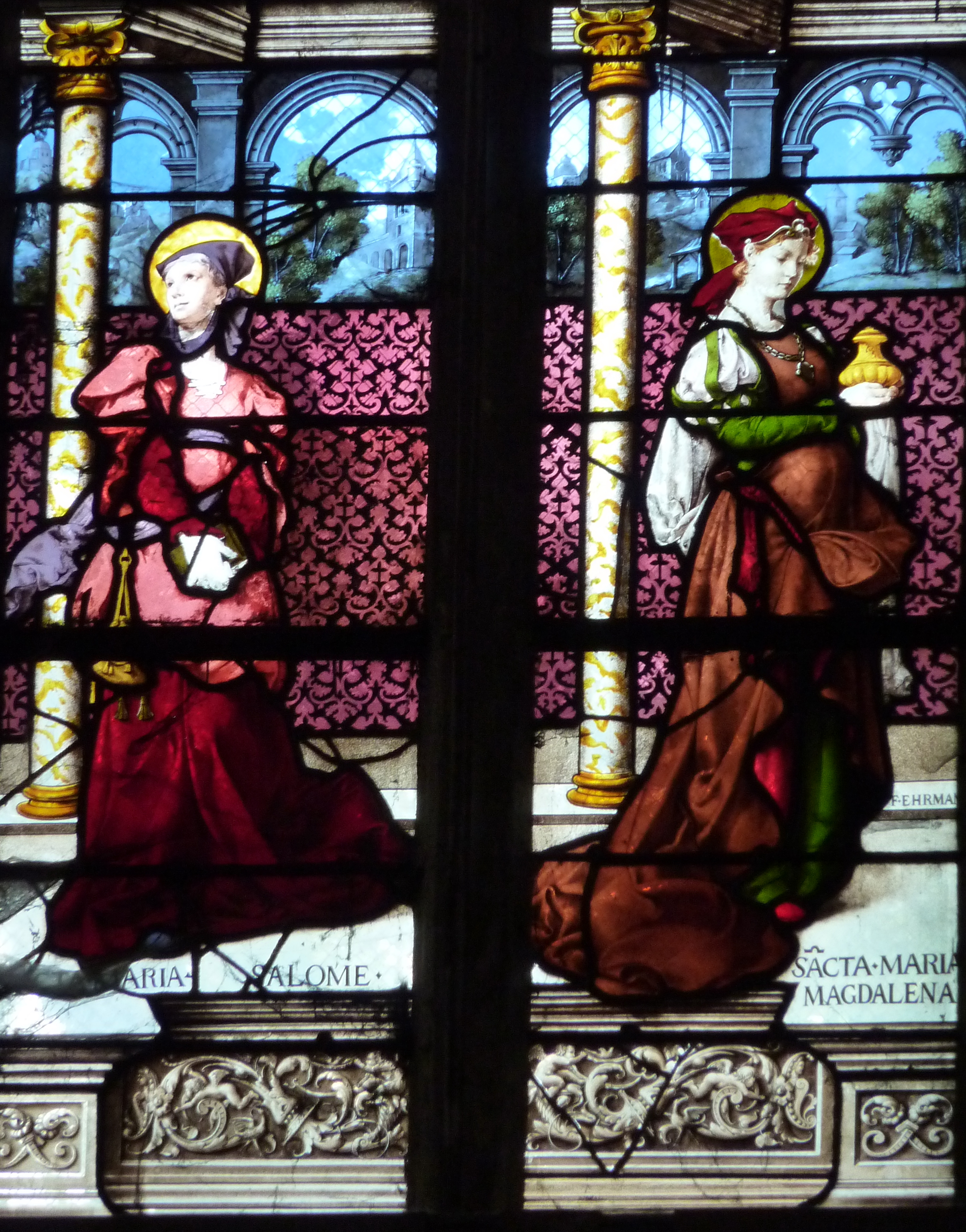
モンモランシーのサン・マルタン教会のステンドグラス
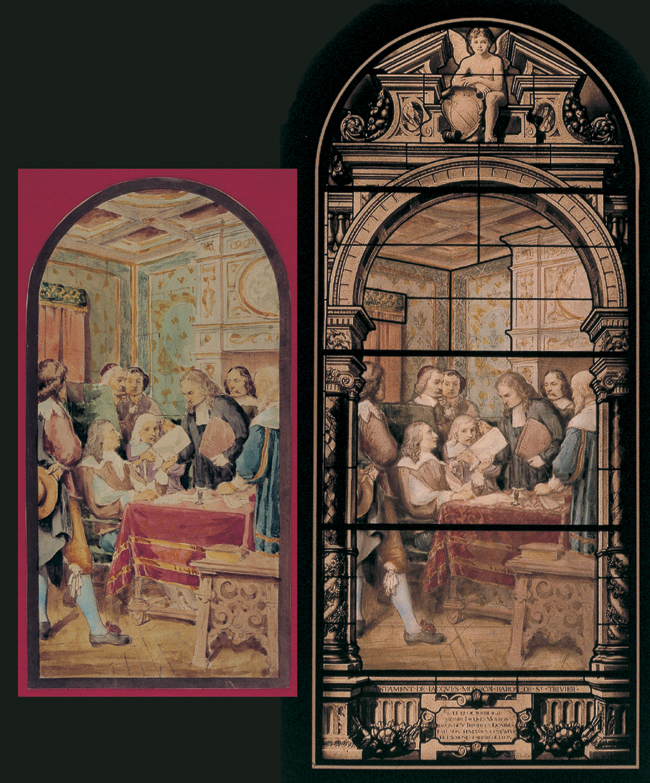
ルシアン・ベギュルと共作のリヨンの病院のステンドグラス